# Labergement-du-Navois
Labergement-du-Navois era una comuna francesa situada en el departamento de Doubs, de la región de Borgoña-Franco Condado, que el uno de enero de 2017 fue suprimida al fusionarse con la comuna de Levier, y formar la comuna nueva de Levier.

## Demografía
| Gráfica de evolución demográfica de Labergement-du-Navois entre 1800 y 2014 |
|                                                                             |

Los datos demográficos contemplados en este gráfico de la comuna de Labergement-du-Navois  se han cogido de 1800 a 1999 de la página francesa EHESS/Cassini, y los demás datos de la página del INSEE.